# Anthospermum rigidum
Anthospermum rigidum là một loài thực vật có hoa trong họ Thiến thảo. Loài này được Eckl. & Zeyh. mô tả khoa học đầu tiên năm 1837.